# Charmaie
Ne doit pas être confondu avec Charmille.

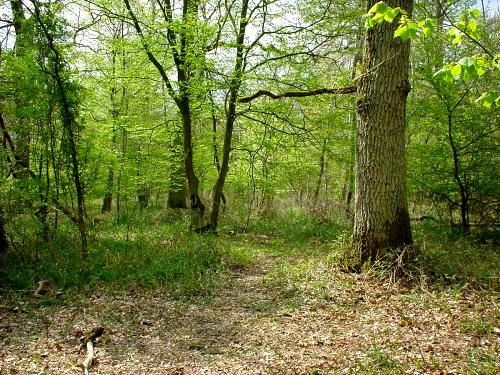
Chênaie-charmaie, forêt composée surtout de chênes et de charmes

Une charmaie ou charmeraie est une forêt ou une plantation de charmes, arbres ou arbustes caducs du genre Carpinus.

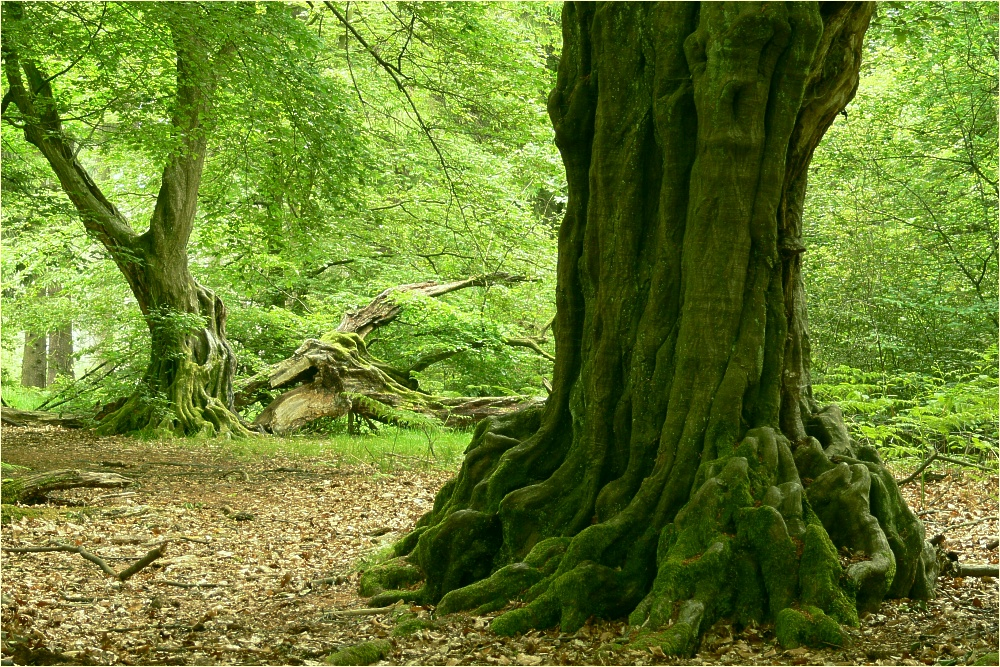
Vieux charmes de la forêt allemande de Sababurg

Les charmaies sont fréquemment utilisées comme des groupes d'arbres d'ornements dans les parcs et jardins, et pour constituer des allées (charmilles) et des haies. Elles aiment particulièrement les terrains calcaires et argileux.
La plus grande charmaie naturelle d'Europe est la forêt de la Hardt qui occupe l'est de la région mulhousienne, en France.
On peut parler, pour certains types de charmaies croisées avec d'autres arbres, de chênaies-charmaies (chênes et charmes) ou de hêtraies-charmaies (hêtres et charmes).